# William Mc Pherson
William Mc Pherson (1886) è stato un calciatore scozzese.

## Carriera
Giunse dalla Gran Bretagna al Naples Foot-Ball & Cricket Club nel 1910.
Con i napoletani rimane per un biennio, partecipando solo a tornei minori come la coppa Lipton che vinse nel 1911.
Sempre nel 1911 passa ai toscani della SPES Livorno, ed anche con i labronici gioca solo competizioni locali.
Gioca il suo primo campionato italiano nel 1912, con il Genoa, mettendo a segno tre reti ed ottenendo il secondo posto della Prima Categoria 1912-1913.
Anche con i rossoblu rimane un anno solo, poiché la stagione seguente passa allo Spezia.